# 那·特哈沙丁·那·阿育他亞
那·特哈沙丁·那·阿育他亞（1983年10月20日—），昵稱Poom，泰國男演員、模特。

## 生平
那·特哈沙丁·那·阿育他亞在1983年10月20日出生於曼谷。他是家中的三子。他持有「特哈沙丁·那·阿育他亞」（เทพหัสดิน ณ อยุธยา）的姓氏，證明他是王子公摩鑾·貼帕里拉的後裔。

## 演藝作品
- 《爱的涟漪》 飾 วิวัฒน์
- 《无尽的爱》 飾 วสันต์
- 《皇冠之战》 飾
- 《无忧花开》 飾 พ่อเลี้ยงพงศ์อินทร์
- 《曼谷爱情故事之拜托》 飾 ดร.ภควัฒน์
- 《紅塵依莎》 飾 Seki